# Oxford Circus

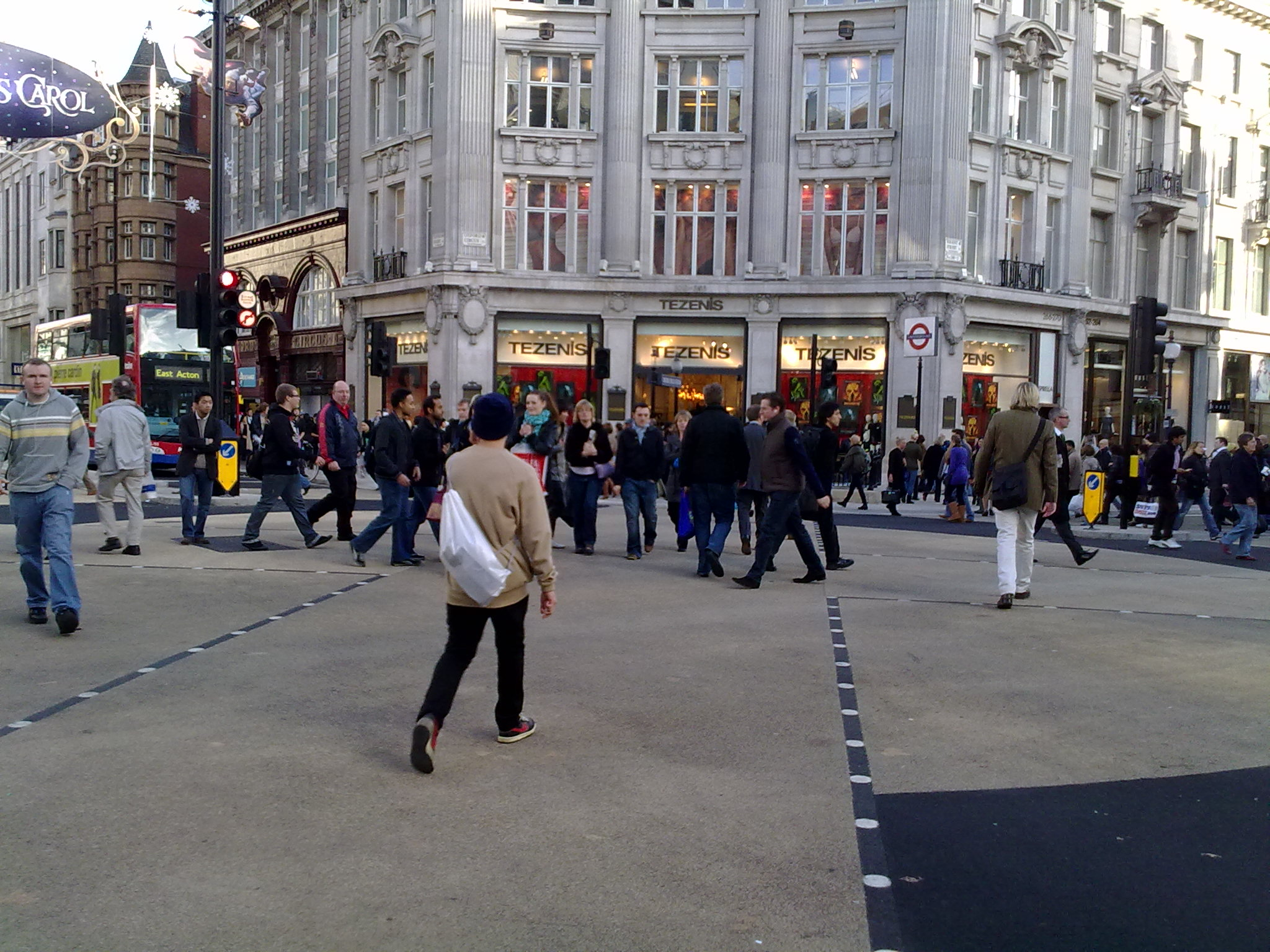
Przejście dla pieszych, Oxford Circus, 2009

Oxford Circus – obszar w londyńskiej dzielnicy West End, w centralnej części miasta, skupiony na ruchliwym skrzyżowaniu Oxford Street i Regent Street. Pod Oxford Circus znajduje się stacja metra o tej samej nazwie.
Oxford Circus został zaprojektowany przez angielskiego architekta Johna Nasha, na początku XIX w.
W 2009 roku Westminster City Council rozpoczął przebudowę przejścia dla pieszych na skrzyżowaniu, na wzór znajdującego się w tokijskiej dzielnicy Shibuya. Plan zakładał umożliwienie pieszym na pokonywanie skrzyżowania na wprost jak i po przekątnej, przekształcając go w swoisty "wyścig pieszych". Prace rozpoczęto latem 2009, a przejście zostało otwarte 2 listopada tego samego roku. Koszt inwestycji wyniósł 5 milionów funtów (choć początkowo zakładano 4 miliony).
Przy Oxford Circus znajdują się m.in. sklepy: Nike Town, H&M, Topshop/Topman, United Colors of Benetton i Miss Selfridge.